# Halssi
Halssi är en ö i Finland. Den ligger i Finska viken och i kommunen Fredrikshamn i den ekonomiska regionen  Kotka-Fredrikshamn i landskapet Kymmenedalen, i den södra delen av landet. Ön ligger omkring 24 kilometer öster om Kotka och omkring 140 kilometer öster om Helsingfors.
Öns area är 17,7 hektar och dess största längd är 0,8 kilometer i nord-sydlig riktning. I omgivningarna runt Halssi växer i huvudsak barrskog.